# Sân bay Iringa
Sân bay Iringa (IATA: IRI, ICAO: HTIR) là một sân bay ở thành phố Iringa, Tanzania.

## Hãng hàng không và điểm đến
| Hãng hàng không | Các điểm đến  |
| --------------- | ------------- |
| Air Tanzania    | Dar es Salaam |
| Auric Air       | Dar es Salaam |